# Suparna Airlines
Suparna Airlines, conosciuta come Jinpeng (cinese: 金鹏 航空; pinyin: Jīnpéng Hángkōng), è una compagnia aerea con sede in Cina. Precedentemente era nota come Yangtze River Express e successivamente Yangtze River Airlines dopo il lancio dei servizi passeggeri. La sede dell'azienda si trova nella "Shanghai Pudong Development Bank Tower" (cinese: 浦发 大厦; pinyin: Pǔ fā dà shà) a Pudong, Shanghai.

## Storia
Istituita il 15 gennaio 2003 come seconda compagnia aerea cargo nel paese dopo China Cargo Airlines, Yangtze River Express era di proprietà di maggioranza di HNA Group (85%) con Hainan Airlines Co (5%) e Shanghai Airport Group (10% ) che detenevano le restanti azioni. La compagnia aerea ha rilevato le intere divisioni cargo di Hainan Airlines, China Xinhua Airlines, Chang An Airlines e Shanxi Airlines, tutti membri dell'Hainan Air Group.
Nel 2006, ha ceduto il 49% delle sue partecipazioni a un consorzio di società tra cui China Airlines, Yang Ming Marine Transport Corporation, Wan Hai Lines e China Container Express Lines. China Airlines è diventata il maggiore azionista con una quota del 25%.
La compagnia aerea è stata rinominata Suparna Airlines il 7 luglio 2017; il suo nuovo nome deriva dal mitico uccello noto anche come garuda.

## Flotta

### Flotta attuale

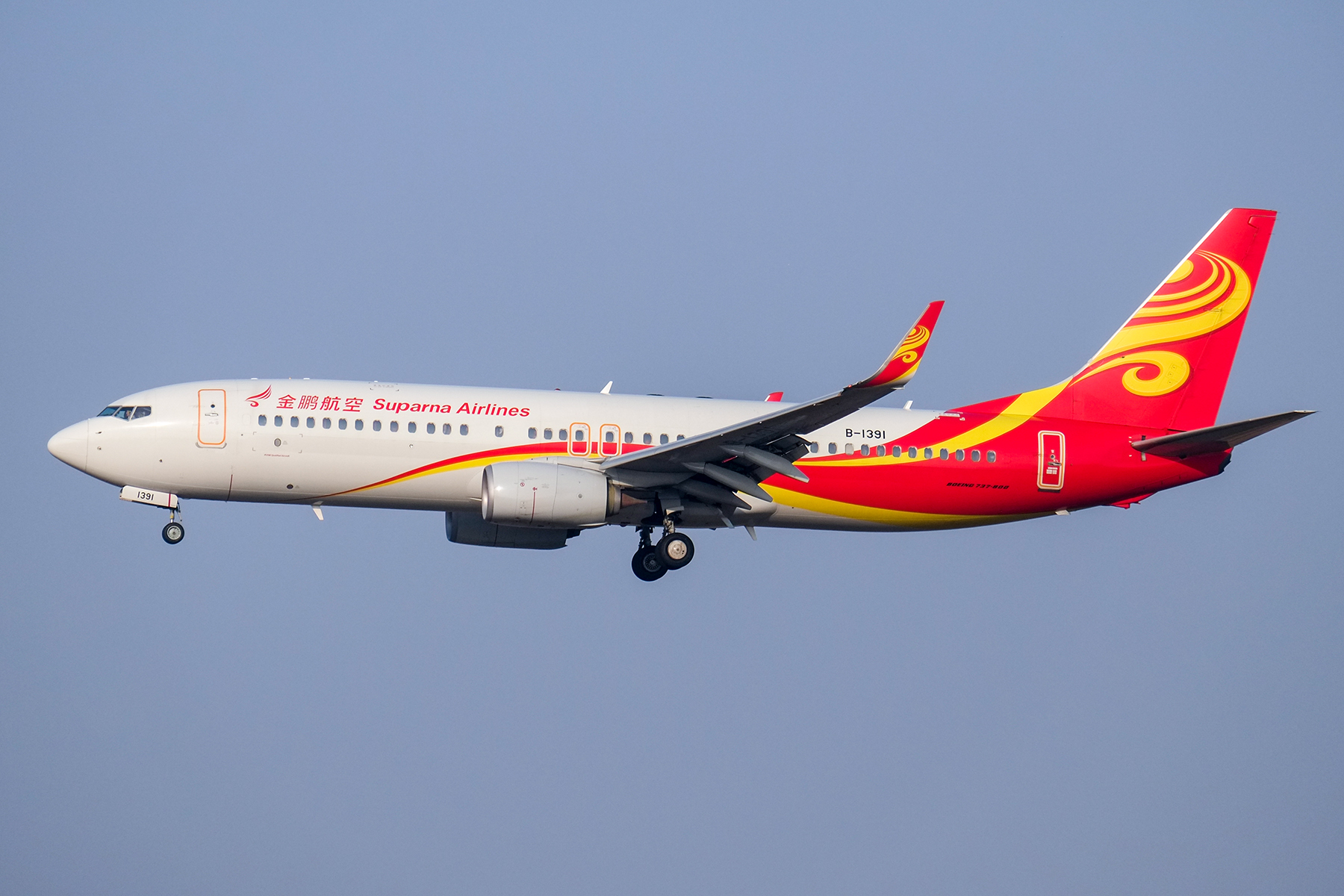
Un Boeing 737-800.

Ad aprile 2024 la flotta di Suparna Airlines è così composta:

### Flotta storica

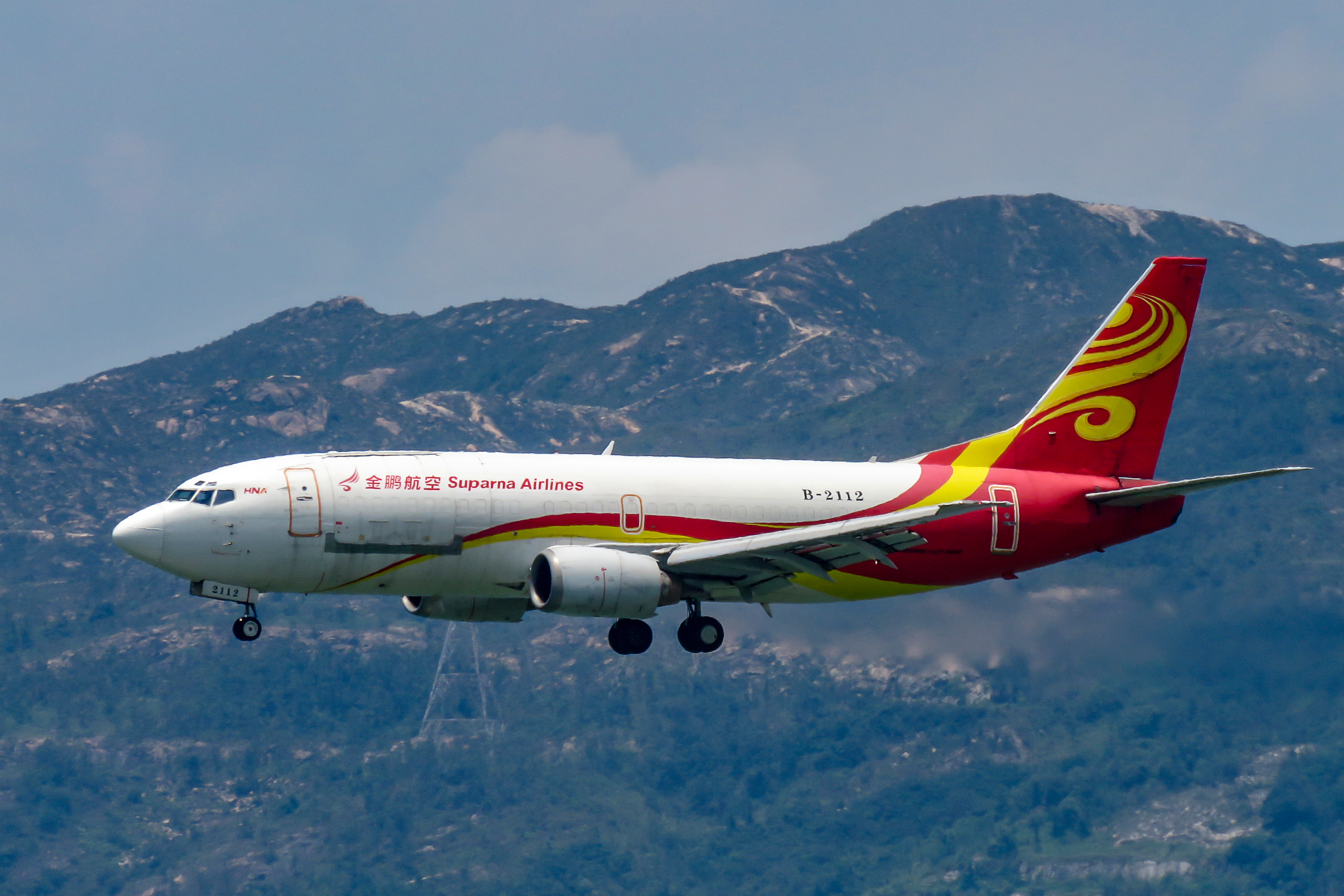
Un Boeing 737-300(F).

Suparna Airlines operava in precedenza con i seguenti aeromobili: